# Campeonato Mundial de Esquí Alpino de 1987
El XXIX Campeonato Mundial de Esquí Alpino se celebró en la localidad alpina de Crans-Montana (Suiza) entre el 27 de enero y el 8 de febrero de 1987 bajo la organización de la Federación Internacional de Esquí (FIS) y la Asociación Suiza de Esquí.

## Resultados

### Masculino
| Evento                  | Oro                                   | Plata                                  | Bronce                               |
| ----------------------- | ------------------------------------- | -------------------------------------- | ------------------------------------ |
| Descenso (31.01)        | Peter Müller · Suiza · 2:07,08        | Pirmin Zurbriggen · Suiza · 2:08,13    | Karl Alpiger · Suiza · 2:08,20       |
| Eslalon (08.02)         | Frank Wörndl RFA 1:54,63              | Günther Mader · Austria · 1:54,82      | Armin Bittner RFA 1:55,03            |
| Eslalon gigante (04.02) | Pirmin Zurbriggen · Suiza · 2:32,38   | Marc Girardelli Luxemburgo 2:32,45     | Alberto Tomba · Italia · 2:33,13     |
| Supergigante (02.02)    | Pirmin Zurbriggen · Suiza · 1:19,93   | Marc Girardelli Luxemburgo 1:20,80     | Markus Wasmeier RFA 1:21,08          |
| Combinada (01.02)       | Marc Girardelli Luxemburgo 28,27 pts. | Pirmin Zurbriggen · Suiza · 30,54 pts. | Günther Mader · Austria · 41,96 pts. |

### Femenino
| Evento                  | Oro                               | Plata                                | Bronce                                    |
| ----------------------- | --------------------------------- | ------------------------------------ | ----------------------------------------- |
| Descenso (01.02)        | Maria Walliser · Suiza · 1:43,80  | Michela Figini · Suiza · 1:44,11     | Regine Mösenlechner RFA 1: 44,86          |
| Eslalon (07.02)         | Erika Hess · Suiza · 1:33,30      | Roswitha Steiner · Austria · 1:33,55 | Mateja Svet Yugoslavia 1:34,39            |
| Eslalon gigante (05.02) | Vreni Schneider · Suiza · 2:21,22 | Mateja Svet Yugoslavia 2:21,78       | Maria Walliser · Suiza · 2:23,51          |
| Supergigante (03.02)    | Maria Walliser · Suiza · 1:19,17  | Michela Figini · Suiza · 1:20,18     | Mateja Svet Yugoslavia 1:20,23            |
| Combinada (31.01)       | Erika Hess · Suiza · 15,32 pts.   | Sylvia Eder · Austria · 18,66 pts.   | Tamara McKinney Estados Unidos 24,41 pts. |

## Medallero
| Núm. | País           | Oro | Plata | Bronce | Total |
| ---- | -------------- | --- | ----- | ------ | ----- |
| 1    | Suiza          | 8   | 4     | 2      | 14    |
| 2    | Luxemburgo     | 1   | 2     | 0      | 3     |
| 3    | RFA            | 1   | 0     | 3      | 4     |
| 4    | Austria        | 0   | 3     | 1      | 4     |
| 5    | Yugoslavia     | 0   | 1     | 2      | 3     |
| 6    | Estados Unidos | 0   | 0     | 1      | 1     |
| 6    | Italia         | 0   | 0     | 1      | 1     |
|      | TOTAL          | 10  | 10    | 10     | 30    |